# Strossmayeria introspecta
Strossmayeria introspecta är en svampart som först beskrevs av Mordecai Cubitt Cooke, och fick sitt nu gällande namn av Iturr. 1990. Strossmayeria introspecta ingår i släktet Strossmayeria och familjen Helotiaceae.   Inga underarter finns listade i Catalogue of Life.